# Asfiksija
Asfiksija (grč. asphýhsia ≃ a-1 + sphýzein: lupati (srce, bilo)) naziv je za gušenje i gubitak svijesti zbog bolesti ili ozljede, najčešće zbog začepljenosti dišnih putova ili zbog pomanjkanja kisika i prevelike količine ugljikovog dioksida. Asfiksija još znači prividna smrt, zamrlost, smrt gušenjem.